# Jaime Jacinto Galo
Jaime Jacinto Galo, também conhecido como Jayme Gallo (1891 - 1959), foi um militar e ferroviário português.

## Biografia
Nasceu em 1891, na cidade de Lisboa. Casou com Laurinda Pinto Galo, tendo tido duas filhas, Lisete Augusta Galo Cabrita e Sílvia de Pinho Galo Correia.
Entrou para a Companhia dos Caminhos de Ferro Portugueses em 1 de Março de 1913, como subchefe de Secção de Via, tendo sido promovido a chefe de Secção em 1 de Janeiro de 1920, a chefe de Circunscrição em 1 de Janeiro de 1932, e a subchefe de Serviço em 1 de Janeiro de 1945. Foi com este posto que atingiu os quarenta anos de serviço, em 1953, sendo então igualmente responsável pela Quarta Circunscrição do Serviço de Conservação de Via, no Barreiro. Também colaborou na Gazeta dos Caminhos de Ferro.
Também enveredou pela carreira militar, tendo atingido o posto de capitão de engenharia. Participou na Primeira Guerra Mundial, tendo sido integrado no Batalhão de Sapadores de Caminhos de Ferro. Entre outras condecorações, recebeu as Medalhas da Cruz de Guerra, Bons Serviços, Vitória, e Comemorativa das Campanhas.
Faleceu em 1959, tendo o funeral tido lugar em 23 de Agosto.